# Junkers Ju 388
Junkers Ju 388 — німецький цільнометалевий винищувач Ju 388 J, висотний бомбардувальник Ju 388 K, висотний розвідувальний літак Ju 388 L Другої світової війни. Створений на основі Junkers Ju 188 як швидкісний висотний літак з герметичною кабіною, висотними моторами для подолання ворожої системи повітряної оборони. У варіанті нічного винищувача і штурмовика Ju 388 J призначався для боротьби з ворожими висотними літаками.

## Історія
Після швидкого закриття проєкту Junkers Ju 288 Генеральний майстер з виробництва літаків (нім. Generalluftzeugmeister) Ергард Мільх розпорядився швидко і без значних затрат розробити в ході ранішого проєкту Junkers Ju 188 висотний літак з максимально можливою швидкістю і висотою польоту на збільшених крилах. Герметична кабіна для 3-особового екіпажу отримувала повітря від висотних моторів, мала кондиціонер, обігрівач Kärcher для розмороження хвостового оперення. Нові 500 літрові паливні баки в крилах отримали систему екстреного зливу пального. Для прицілювання використовували перископічний візир PVE 11.
Згідно з затвердженою 8 липня 1944 програмою Ju 388 поряд з Me 262, Ar 234, Do 335, Ta 152 належав до п'яти основних типів літаків, що отримали пріоритетне серійне виробництво. Щомісяця планували виготовляти 550 Ju 388. На заводі у Дессау до 22 грудня 1943 збудували 6 прототипів і перший серійний Ju 388 з деталей Ju 188. У Мерсебургу випустили до 15 літаків. Значна кількість готових літаків тут була знищена в час бомбардування і виробництво не відновлювалось. У Лейпцигу випустили 66 машин, а у Легниці жодного. Загалом було виготовлено 94 Ju 388 (10 бомбардувальників, решта розвідники).
Захоплений американцями у Мерсенбургу Junkers Ju 388 зберігається у Національному музеї авіації і космонавтики США.

## Модифікації
Junkers Ju 388 планували виготовляти у трьох основних модифікаціях:
- J — нічного винищувача, штурмовика,
- К — висотного бомбардувальника
- L — висотного розвідника.

Кожна модифікація ділилась на 3 підгрупи (-1, -2, -3), що відрізнялись моторами.
- -1 з BMW 801 TJ з турбокомпресором і вищою потужністю
- -2 Junkers Jumo 222[1], що давав би швидкість 700 км/год на 11000 м, що було б недосяжним для ворожих літаків
- -3 Jumo 213 E[2] завдяки малому споживанню палива давав найбільшу дальність польоту

### Ju 388 J
Кабіна отримала панцирний захист, зокрема електрообігрівання панцирного скла. Озброєння складалось з 6×20-мм гармат MG 151/20 (по 250 набоїв). Для нічного винищувача планувалось встановити 2×MK 108, 2×MG 151/20 і 2×MK 108 «Неправильної музики». На літак планували встановити радар FuG 220 «Lichtenstein», який планували замінити на FuG 228. До кінця 1944 підготовка серійного виробництва знаходилась у завершальній фазі, але так і не була завершена до кінця війни. Збудовано 4 прототипи.

### Ju 388 K
Висотний бомбардувальник повинен був виконувати атаки без супроводу винищувачів. Під фюзеляжем кріпилась гондола для 3000 кг бомб. У даній модифікації збудували прототипи V3 і V4 і один серійний літак, який в ході програми розвитку винищувачів восени 1944 переробили у розвідник типу L-1.

### Ju 388 L

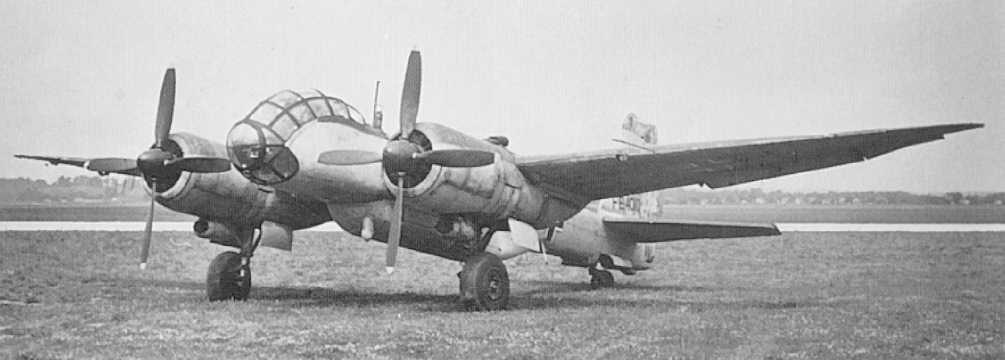
Трофейний Junkers Ju 388L-1

Єдина модифікація, що випускалась невеликою серією з декількома варіантами фотоапаратури, що могли робити фото як вертикально, так і під кутами 10° і 30°. Не відрізнявся від Ju 388 K, оскільки був оснащений бомбовою гондолою А-15 з Ju 88. Для розміщення апаратури було зменшено об'єм паливних баків з 3935 л до 2980 л.